# Ольховчик (Чертковский район)
Ольховчик — село в Чертковском районе Ростовской области.
Административный центр Ольховчанского сельского поселения.

## География

### Улицы
- ул. Киевская,
- ул. Комсомольская,
- ул. Молодёжная,
- ул. Набережная,
- ул. Советская.

## История
Летописная история наших мест начинается с «Прелестного письма» 1708 года атамана Никиты Голого в русские города, села и деревни, с призывом "постоять за старую веру, за дом пресвятые богородицы, за всю чернь."  "В русские в. г. городы стольником и воеводам и приказным людем, а в селех и в деревнях заказным головам и десятником и всей черни. Никита Голой со всем своим походным войском челом бьем. Стою я в Кулаковом стану и по Лазной, а со мною силы 7000 козаков данских да 1000 запорожцев козаков же"...
Это первое документально подтвержденное упоминание о реке Лазной, она же Лозовая. Причем это упоминание происходит задолго до того, когда были окончательно обозначены границы Войска Донского. В 1766—1786 годы, после генерального межевания, России генерал-фельдмаршал Г. А. Потемкин представил на утверждение Екатерине II карту с описанием земель Войска Донского, на которой были обозначены старинные названия всех рек и речушек, а также названия первых населенных пунктов.
Что касается села, то к 1795 году на берегах реки Лозовой, уже появилось два небольших поселения, разбросавшие свои дома у подножия холма, получившего впоследствии название Высокой горы. До конца XVIII века поселки носили имена — «Лозовой» и «Альховчик» — так писали писари в то время.
К 1820-м годам с увеличением числа населения и срастанием границ этих поселений, а также родственным отношением их владельцев, они были объединены в одно — под именем Ольховчик. Но на протяжении ещё нескольких десятков лет в названии села, использовалось оба слова одновременно — «Лозовой Ольховчик». Так, в документах комитета по устройству Войска Донского значится: «поселок Ольховчик, он же Лозовой состоит в округе Донецкого начальства (планы съемки 1822 года, часть XII, за № 3)». Позже слово «лозовой», используют лишь как приставку, которая обозначает месторасположение села.
В своё время, помещица Александра Ивановна, писала так: «… в довольствии моего поселка лазовского Ольховчика». Так как, на картах Войска Донского, можно было нередко встретить такое же название поселения и в других округах. Поэтому помещики и применяли приставки — урочища, при которых они находились. Со временем многие получили новые названия, но и сейчас, можно встретить «тезку» нашего села и в Белокалитвенском и Куйбышевском районах нашей области.
Почему село получило такое название? Ни у кого не вызывает сомнений этот вопрос — «та ольхы було багато»! Действительно, ольхи было много, но особенно много её было в устье лесной Ольховой балки, где и появились первые дома будущего села. И сохранялась эта балка, в естественном своем виде, до начала XX века. Старые люди рассказывали, что заплутавшую в ней скотину, им приходилось разыскивать, взбираясь на Высокую гору, и по колыхавшимся зарослям определять её местонахождение. Со временем ольха была вырублена, но и сейчас, в этой балке, можно встретить одинокие островки деревьев, давших своё имя славному селу.
Удаленность от крупных слобод и казачьих станиц сыграла свою роль в развитии села, но Ольховчик, уже тогда, нельзя было назвать глухоманью. Через все село, помимо скотопрогонной дороги, проходила почтовая дорога, известная ещё с допетровских времен, а её участок от станицы Каменской до станицы Казанской назывался Казанским почтовым трактом, а среди местных жителей просто шляхом. По этому шляху, из центральных губерний России шли вереницы мелких торговцев и купцов, везя на подводах всевозможный товар, востребованный на торговых станичных ярмарках. Проходили казачьи полки, встававшие на защиту Отечества от очередного неприятеля, и возвращались домой с очередной славной победой.
Как уверяют многие историко-исследовательские работы по краеведению, в 1829 году, следуя на Кавказ, по нему же в почтовой коляске проезжал поэт Александр Сергеевич Пушкин. А спустя восемь лет, в 1837 году, этим же путём проследовал в действующую армию корнет Нижегородского полка Михаил Юрьевич Лермонтов.

### История основания
Это село, как и многие другие, возникло на донской земле благодаря переселенцам из Малороссии. Но время появления в нём первых жителей, точно сказать не может, ни один историк. Народ издавна шёл на Дон, прельстившись слухами о вольной и свободной жизни. Крестьяне центральных губерний России, уставшие терпеть произвол помещиков, искали спасения на окраинах тогдашней России, в низовьях Волги, на Украине и Дону. Поток беглых крепостных в XVI веке, принял такой размах, что правительство, не могло оставить происходящее без внимания. Оно слало на Дон грамоту за грамотой, настойчиво требуя выдачи укрывшегося там крестьянства; но настойчивость эта постоянно разбивалась об исконную традицию донского казачества «не выдавать с реки». Крестьяне находили на Дону простор и свободу и охотно вступали в ряды казачества. На Дон шли искать свободы и крестьяне и Левобережной и Слободской Украйн. И в начале XVIII века на Дону произошли события известные как «булавинский бунт». Тогда для сыска беглых на Дон прибыл с драгунским полком князь Долгоруков. Возвращение крестьян на прежние места, сопровождался большими жестокостями и насилием. Только в восьми казачьих юртах было арестовано, заковано и забито в колодки более 3000 крестьян. Розыск в остальных местах Долгоруков сделать не успел, так как был убит и весь полк его истреблен. Во главе этого восстания стал атаман Булавин.
Донское казачество, издревле было поборником народной свободы и независимости, а потому насилия Долгорукова над крестьянами, укрывавшимися у них, сочли нарушением их исконных казачьих прав и восстали от самого Бузулука и Хопра до Донца. Отправляя на Дон для усмирения этого бунта брата князя Долгорукова, Пётр I дал ему такой наказ: все казачьи городки, лежащие по рекам Хопру, Бузулуку, Медведице, Иловле, Дону и Донцу сжечь и разорить до основания, людей рубить и заводчиков сажать на кол и колесовать. Казаков было побито и казнено более семи тысяч человек и все городки и станицы верхнего Дона истреблены и сожжены до основания. Во время этого разгрома, на Дону беглых уже не осталось: одни были возвращены к прежним владельцам, другие же ушли с Дона на Кубань.

## Население
| 2010 |
| ---- |
| 670  |

### Известные люди
В селе родился Коробкин, Василий Ильич — Герой Советского Союза.